# XIII. Armeekorps (Wehrmacht)
Das XIII. Armeekorps war ein militärischer Großverband der deutschen Wehrmacht. Es wurde 1939/40 im Polen- und Westfeldzug eingesetzt und nahm ab Juni 1941 im Rahmen der Heeresgruppe Mitte am Angriff auf die Sowjetunion teil. Nach dem Vormarsch bis vor Moskau folgte ein jahrelanger Stellungskampf an der mittleren Ostfront und 1944 die Vernichtung im Kessel von Brody. Am 19. Januar 1945 wurde das Generalkommando durch die Umbenennung und Umgliederung des Höheren Kommandos Vogesen an der Westfront neu aufgestellt und im April 1945 zerschlagen.

## Geschichte

### Aufstellung
Die Aufstellung des XIII. Armeekorps erfolgte am 1. Oktober 1937 in Nürnberg.
Das Generalkommando wurde als territoriales Kommando für den neuen Wehrkreis XIII gebildet. Erster Kommandierender General war General der Kavallerie Maximilian von Weichs. Im Frühjahr 1939 war Weichs mit seinem Korps an der Zerschlagung der Tschechoslowakei beteiligt.

### 1939
Nach der Mobilmachung, die schon Anfang August 1939 begann, wurde das Korps beim Angriffskrieg gegen Polen eingesetzt. Anfang September stand das XIII. Korps zusammen mit dem X. Armeekorps am linken Flügel der 8. Armee im Raum nordöstlich von Breslau, unterstellt waren die 10., 17. und 221. Infanterie-Division. Am 12. September musste das XI. Armeekorps, die bereits gewonnene Linie Sochaczew und Łowicz nach einem starken polnischen Gegenangriff aus dem Raum Kutno, wieder aufgeben und musste von der über Ozorkow heranrückenden 17. Infanterie-Division (mit Teilen der SS-Leibstandarte) gestützt werden. Die 8. Armee gruppierte dabei das XI. Armeekorps nach Norden um und ließ die 24., 10., 17. und 30. Infanterie-Division von Süden her zum Gegenangriff gegen die Bzura antreten. Am 13. September musste der polnische General Kutrzeba seine Truppen wieder zwischen Bielawy und Leczyca zurücknehmen. Während der folgenden Schlacht an der Bzura hielt das Kommando die hartbedrängte Südfront des Einschließungsringes. Ab 25. September 1939 übernahm das Korps die Führung über die 31., 10. und 46. Infanterie-Division am südlichen Einschließungsring von Warschau. Im Dezember 1939 wurde das Generalkommando in den Westen verlegt und im Raum Trier der 16. Armee der Heeresgruppe A unterstellt.

### 1940
Während des Westfeldzuges rückte das von Generaloberst von Vietinghoff kommandierte Korps ab 10. Mai 1940 mit der unterstellten 17. und 34. Infanterie-Division im Rahmen der 16. Armee durch Luxemburg an die Maas vor. In der zweiten Angriffsphase Fall Rot, der in der Champagne stehenden 12. Armee zugeteilt, waren dem im Raum westlich und bei Rethel konzentrierten Generalkommando die 17., 21. und 260. Infanterie-Division unterstellt. Der Durchbruch über die Aisne erfolgte in Richtung Chalons-sur-Marne und erreichte zur Zeit des Waffenstillstandes den Raum Chalons-sur-Saone. Ab Juli 1940 fungierte das XIII. Korps zuerst bei der 9. Armee in Nordfrankreich und ab dem 17. Juli bei der 16. Armee bei Oostende für das geplante Unternehmen Seelöwe. Spätestens ab Januar 1941 diente es als Besatzungstruppe in den Niederlanden.

### 1941
Bis März 1941 erfolgte die Verlegung nach Ostpreußen in den Abschnitt der 18. Armee. Nach Beginn der Operation Barbarossa (22. Juni 1941) marschierten die Divisionen des XIII. Korps (Gen. der Inf. Felber) mit der 17. und 78. Infanterie-Division als zweite Staffel der 4. Armee hinter dem IX. Armeekorps am unteren Bug auf. Während der Kesselschlacht von Bialystok und Minsk über den Nurzec-Abschnitt zum Narew folgend, beteiligten sich die Truppen zusammen mit dem XXXXIII. Armeekorps (Gen. der Inf. Heinrici) an der Umschließung des Kessels bei Wolkowysk.
Anfang Juli trat das Generalkommando zur 2. Armee (General von Weichs) und rückte über den Dnjepr südwärts in den Raum Gomel vor. Ende August 1941 begleitete das Korps das Vorgehen des XXXXIII. Armeekorps nach Tschernigow. Die unterstellte 131., 134. und 260. Infanterie-Division, rückten dabei mit den Divisionen des XXXXIII. Korps im Norden von Kiew gegen die sowjetische 5. Armee vor. Nach der Umgruppierung in den Raum Roslawl rückten die 98. und 197. Infanterie-Division Anfang Oktober im Rahmen der Operation Taifun über die Desna vor. Im Verband der Heeresgruppe Mitte nahm es über Kirow und Kaluga vorgehend, am Vormarsch zur Oka in den Raum Tarussa teil. Ende Dezember musste das Kommando zusammen mit dem XII. Armeekorps nach der Gegenoffensive vor der sowjetischen 33. und 49. Armee vom westlichen Ufer der Oka über Medyn hinter die Ugra zurückweichen.

### 1942
Im Januar 1942 unterstanden dem Generalkommando im Raum des Ugra-Knies nördlich Juchnow die 52., 260. und 268. Infanterie-Division. Im Stellungskrieg schloss links das XII. und rechts das von der 2. Panzerarmee nach Juchnow abgedrängte XXXXIII. Armeekorps an. Im April führte das Generalkommando die 52., 137., 263. und 260. Infanterie-Division im Abschnitt der 4. Armee. Nach Auffrischung wurde das Generalkommando zur Heeresgruppe Süd in den Verband der 4. Panzerarmee verlegt.
Zu Beginn der Sommeroffensive (Fall Blau ab 28. Juni) war das XIII. Korps im Rahmen der Armeegruppe von Weichs (AOK 2) mit der 82. und 385. Infanterie-Division über den Tim-Abschnitt auf Liwny angesetzt, welches bis 8. Juli erreicht wurde. Der südlichere Nachbar das VII. Armeekorps, wehrte im Raum Kastornoje bis Woronesch russische Gegenangriffe ab.
Im August 1942 hatte das Generalkommando XIII die 82., 88., 68. und 377. Infanterie-Division unterstellt, im Dezember 1942 kam mit der Verlängerung der Front nach Süden auch die 340. Division in den Korpsbereich.

### 1943
Nach dem Zusammenbruch der ungarischen 2. Armee wurde das Halten des östlichen Don-Brückenkopfes bei Woronesch am 21. Januar unmöglich. Die 2. Armee zog das VII. Armeekorps bereits über Kastornoje zurück, als die sowjetische 13. Armee (General Puchow) am 24. Januar die Offensive gegen die Front des XIII. Korps einleitete und dieses auf Wolowo zurückwarf und beiderseits des Olym verfolgte. Der Stoßkeil der sowjetischen 40. Armee (General Moskalenko) drang derweil vom Osten her auf Stary Oskol durch und schnitt große Teile sich zurückziehenden ungarischer und deutscher Truppen (VII. A.K.) im Raum Gorschetnoje ab. Bis zum 29. Januar gelang es im Raum Kastornoje eingekesselte Teile der 68., 340. und 377. Infanterie-Division auszubrechen. Gegenstöße der eintreffenden 4. Panzer-Division ermöglichten die Absetzung über den Tim-Abschnitt (Woronesch-Charkiwer Operation).
Am 8. Februar fiel Kursk in die Hand der sowjetischen 60. Armee (General Tschernjachowski). Zwischen Dmitrijew-Lgowski bis Lgow und am Raut-Abschnitt konnte das XIII. Korps bis Mitte Februar mit der 327. und 340. Infanterie-Division eine neue Front aufbauen, wo bei Sudscha der Anschluss an das noch am Psjel-Abschnitt schwer bedrängte VII. Armeekorps erfolgen konnte. Nach der deutschen Gegenoffensive bei Charkow und während der Schlacht von Kursk (erste Julihälfte 1943) war dem Korps das Halten der Linie Sewsk bis Rylsk anvertraut, unterstellt waren in dieser Zeit die 82., 340. und 377. Infanterie-Division. Infolge des Scheiterns der deutschen Offensive, erfolgte ab August 1943 der allgemeine Rückzug über Konotop zur Desna. Als das XIII. Korps erst am Dnjepr-Abschnitt nördlich von Kiew wieder Halten konnte, waren dem Kommando das ab September im Verband der 4. Panzerarmee stand, die 82., 208. und 340. Infanterie-Division zugeteilt. Am nördlichen Flügel bis zum Pripjet wurde nach Erkennung der Hauptstoßrichtung der 1. Ukrainischen Front (Armeegeneral Watutin) zusätzlich das LIX. Armeekorps in die Front eingeschoben. Anfang November durchbrach eine sowjetische Offensive den Korpsabschnitt südlich des Teterew und brach in Richtung Korosten durch. Am 11. November ging Shitomir an die 1. Gardepanzerarmee verloren, konnte jedoch nach einer Gegenoffensive durch das XXIV. Panzerkorps am 19. wiedergewonnen werden. Nach einer weiteren sowjetischen Großoffensive, welche Armeegeneral Watutin am 24. Dezember einleitete, wurden letztere Erfolge nutzlos, die 4. Panzerarmee wurde in wochenlangen Kämpfen auf ganzer Front nach Wolhynien zurückgeworfen.

### 1944
Mitte Januar hielt sich das XIII. Korps unter General der Infanterie Hauffe mit den Resten der 68. und 340. Division und der 454. Sicherungsdivision notdürftig an der neuen Linie Rowno-Schepetowka und wurde infolge weiter auf die alte Landesgrenze von Galizien zurückgedrängt. Im März 1944 wurde dem angeschlagenen Korps im Raum zwischen Dubno und Tarnopol die 349., 361. Infanterie-Division neu zugeführt. Am 13. Juli setzte die 1. Ukrainische Front in der Lemberg-Sandomir-Operation zum Zangenangriff auf Lemberg an. Marschall Konew setzte am 15. Juli die 1. Garde-Panzerarmee (Generaloberst Katukow) und die mobile Gruppe Baranow an, um aus dem Raum Luzk über den Styr in Richtung Südwesten anzugreifen. Gleichzeitig stieß die 3. Garde- (General Rybalko) und 4. Panzerarmee (General Leljuschenko) mit der mechanischen Gruppe Sokolow direkt in Richtung Lemberg vor. Dabei wurde das gesamte XIII. Korps mit unterstellter Korps-Abteilung C, 349. und 361. Infanterie-Division durch die Schützenkorps der Generäle Tscherokmanow (27. S.K.), Kirjuchin (24. S.K.) und Puzikow (102. S.K.) im Raum Brody umschlossen und bis 22. Juli vollständig zerschlagen. Die Ausbruchsversuche der eingeschlossenen Verbände in Richtung zur Zlota Lipa scheiterten, nachdem das im Raum Busk zu Entsatz angesetzte III. Panzerkorps bereits selbst überflügelt wurde.
Am 5. August 1944 wurde das Generalkommando aufgelöst, die Reste zur Aufstellung des Panzerkorps „Großdeutschland“ herangezogen.

### 1945
Als Nachfolgeverband wurde am 8. Januar 1945 durch Umbenennung und Umgliederung des Höheren Kommandos Vogesen (Korpsgruppe Felber) an der Westfront ein neues Generalkommando XIII A.K. aktiviert und im Bereich der 7. Armee im Raum Trier etabliert.
Anfang März 1945 waren dem im Raum Heilbronn stehenden Korps neben der 2. Panzer-Division, die Reste der 9., 79., 276. und 352. Volksgrenadier-Division zugewiesen. Am 6. April erfolgte der Durchbruch der 10. US-Panzerdivision bei Crailsheim, dadurch wurde die Naht zum benachbarten XIII. SS-Armeekorps aufgerissen und das Korps auf Günzburg abgedrängt. Mitte April 1945 wurde das Korps der 1. Armee unterstellt und hatte die Reste der 198. Infanterie-, sowie die 19. und 553. Volksgrenadier-Division unterstellt. Die Reste des nicht mehr einsatzfähigen Kommandos wurden bis Ende April auf die Nordalpen zurückgedrängt.

## Führung

### Kommandierende Generale
(Quelle:)
- General der Kavallerie Maximilian von Weichs, 12. Oktober 1937 bis 26. Oktober 1939
- Generaloberst Heinrich von Vietinghoff-Scheel, 26. Oktober 1939 bis 25. Oktober 1940
- General der Infanterie Hans-Gustav Felber, 25. Oktober 1940 bis 13. Januar 1942
- Generalleutnant Otto Ottenbacher, 14. Januar bis 21. April 1942
- General der Infanterie Erich Straube, 21. April 1942 bis 20. Februar 1943
- General der Infanterie Friedrich Siebert, 20. Februar bis 7. September 1943
- General der Infanterie Arthur Hauffe, 7. September 1943 bis 25. April 1944
- Generalleutnant Johannes Block, 25. April bis 5. Juni 1944
- General der Infanterie Arthur Hauffe, 5. Juni bis 22. Juli 1944
- General der Infanterie Hans-Gustav Felber, 8. Januar bis 11. Februar 1945
- Generalleutnant Ralph von Oriola, 12. Februar bis 31. März 1945
- Generalleutnant Max Bork, 31. März 1945 bis 15. April 1945
- General der Infanterie Walter Hahm, 15.–20. April 1945

### Chefs des Generalstabes
- Generalmajor Wilhelm Stemmermann, Oktober 1937 bis 5. Februar 1940
- Oberst Rudolf Hofmann, 6. Februar bis 27. Oktober 1941
- Oberstleutnant Heinrich Gäde, 3. November 1941 bis 6. Januar 1942 (in Vertretung)
- Oberst Sigismund-Hellmuth von Dawans, 6. Januar bis 22. März 1942
- Oberstleutnant Herbert Köstlin, 22. März bis Juli 1942
- Oberst Gerhard Kühne, Juli bis 24. Dezember 1942
- Oberst Eberhard Kaulbach, 24. Dezember 1942 bis 15. Februar 1943
- Oberst Alfred Zerbel, 16. Februar bis 20. März 1943
- Oberst Karl Körner, 20. März bis November 1943
- Oberst Hans-Werner von Hammerstein-Gesmold, November 1943 bis 10. Juni 1944